# Levina
Isabella Levina Lueen (ur. 1 maja 1991 w Bonn) – niemiecka piosenkarka i autorka tekstów, reprezentantka Niemiec z piosenką „Perfect Life” w 62. Konkursie Piosenki Eurowizji (2017).

## Dyskografia

### Albumy studyjne
- Unexpected (2017)[2]